# Порецький Платон Сергійович
Порецький Платон Сергійович (*3 (15) жовтня 1846, Єлисаветград (нині Кропивницький) — 9 (22) серпня 1907, Жовідь) — у
російський логік, математик і астроном. Закінчив фізико-математичний факультет Харківського університету у 1870 році. В 1876—1889 роках працював у Казанському університеті, був першим російським ученим, що читав лекції з математичної логіки та її застосування до теорії ймовірностей. Визначаючи математичну логіку як «логіку за предметом, математику — за методами», Порецький узагальнив і розвинув результати досліджень В. С. Джевонса, Дж. Буля в галузі алгебри логіки. Порецькому належать одне з узагальнень класичної теорії силогізму, праці з аксіоматики, теорії чисел тощо. За філософськими поглядами Порецький був матеріалістом.